# Mésophyte

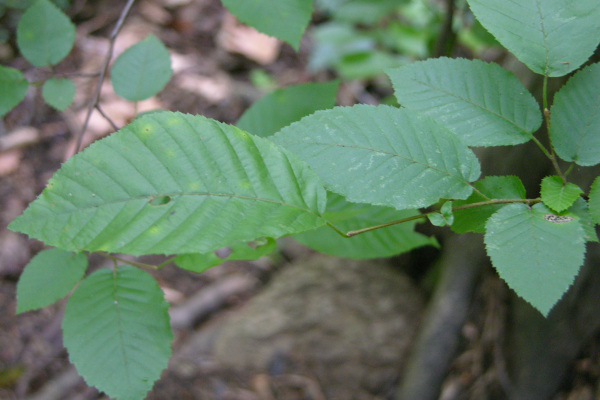
Branche de charme de Caroline, un exemple de plantes mésophiles.

Les mésophytes ou plantes mésophiles sont les plantes terrestres adaptées à un environnement ni particulièrement sec, ni particulièrement humide. Les mésophytes constituent le plus grand groupe botanique de plantes terrestres. On les croise généralement dans les régions climatiques chaudes, humides et modérées.
Elles s'opposent ainsi aux hygrophytes ou plantes hygrophiles qui englobent les plantes terrestres préférant les milieux humides et les plantes aquatiques ou semi-aquatiques. Et aux xérophytes ou plantes xérophiles qui préfèrent les milieux secs, comme les cactus.

## Exemples de plantes mésophiles
- Arrhenatheretea elatioris, type de prairies de fauche mésophile[2].
- L'Épine noire (Prunus spinosa), type d'arbuste mésophile[3].